# Эндолиты
Эндолиты — организмы (археи, бактерии, грибы, лишайники, водоросли, амёбы), которые обитают внутри камней, кораллов, раковин животных или в порах между частицами камня. Многие из них являются экстремофилами и живут в местах, поначалу считавшихся негостеприимными для живых организмов. Представляют особый интерес для астробиологов, выдвигающих теории о том, что эндолитные местообитания Марса и других планет могут представлять собой потенциальные рефугиумы (убежища) для межпланетных микробных сообществ.

## Подразделения
Различают следующие 3 группы эндолитов:
- хазмоэндолиты: обитают в расщелинах и разломах скал,
- криптоэндолиты: живут в пустотах в пористых породах, в том числе в пространствах, образованных и покинутых эуэндолитами,
- эуэндолиты: активно проникают вглубь камней, образуя туннели, соответствующие по форме их телу.

## Среды обитания
Эндолиты могут быть найдены в глубине каменистых пород на глубине до 3 км, хотя неизвестно, является ли это их пределом. Главной угрозой их существования является не давление, создаваемое на такой огромной глубине, а возрастающая по мере углубления температура. Судя по гипертермофилам, температурным пределом является 120 °C (недавно открытый штамм 121 размножался при 121 °C), следовательно, максимальная глубина составляет 4—4,5 км в континентальной земной коре и 7 или 7,5 — в океанической. Эндолитные организмы также были обнаружены на поверхности камней в регионах с низкой влажностью (гиполиты) и низкой температурой (психрофилы), включая Сухие долины Мак-Мёрдо и вечную мерзлоту в Антарктике, а также Альпы и Скалистые горы.

## Выживание
Эндолиты могут выживать, получая энергию из железа, калия или серы (см. литотрофы). Они метаболизируют их исключительно из окружающих камней или, чаще, выделяют растворяющую их кислоту. Океанская программа бурения обнаружила микроскопические следы, содержащие ДНК, в базальте из Индийского, Атлантического и Тихого океанов. Кроме того, были открыты фотосинтезирующие эндолиты.
Так как вода и питательные вещества редки в местах обитания эндолитов, у них очень медленный репродуктивный цикл. По некоторым, более ранним данным некоторые эндолиты осуществляют клеточное деление один раз в сто лет. Большая часть их энергии идёт на восстановление повреждений, нанесённых клетке космическими лучами и рацемизацией, и лишь небольшое её количество идёт на рост и размножение. Считается, что они переживали долгие ледниковые периоды в таком состоянии, проявляясь, когда вокруг теплело.

## Питание
Большинство эндолитов — автотрофы, они могут создавать необходимые для жизни органические соединения из неорганических. Некоторые эндолиты питаются их автотрофными родственниками. Микробиотопы, где живут эти различные эндолиты, называются Подповерхностная литотрофная микробная экосистема (ПЛиМЭ) (англ. Subsurface lithotrophic microbial ecosystem (SLiME)).